# Myrrhodes kotschyi
Myrrhodes kotschyi är en flockblommig växtart som beskrevs av Carl Ernst Otto Kuntze. Myrrhodes kotschyi ingår i släktet Myrrhodes och familjen flockblommiga växter. Inga underarter finns listade i Catalogue of Life.